# Kammarjunkare

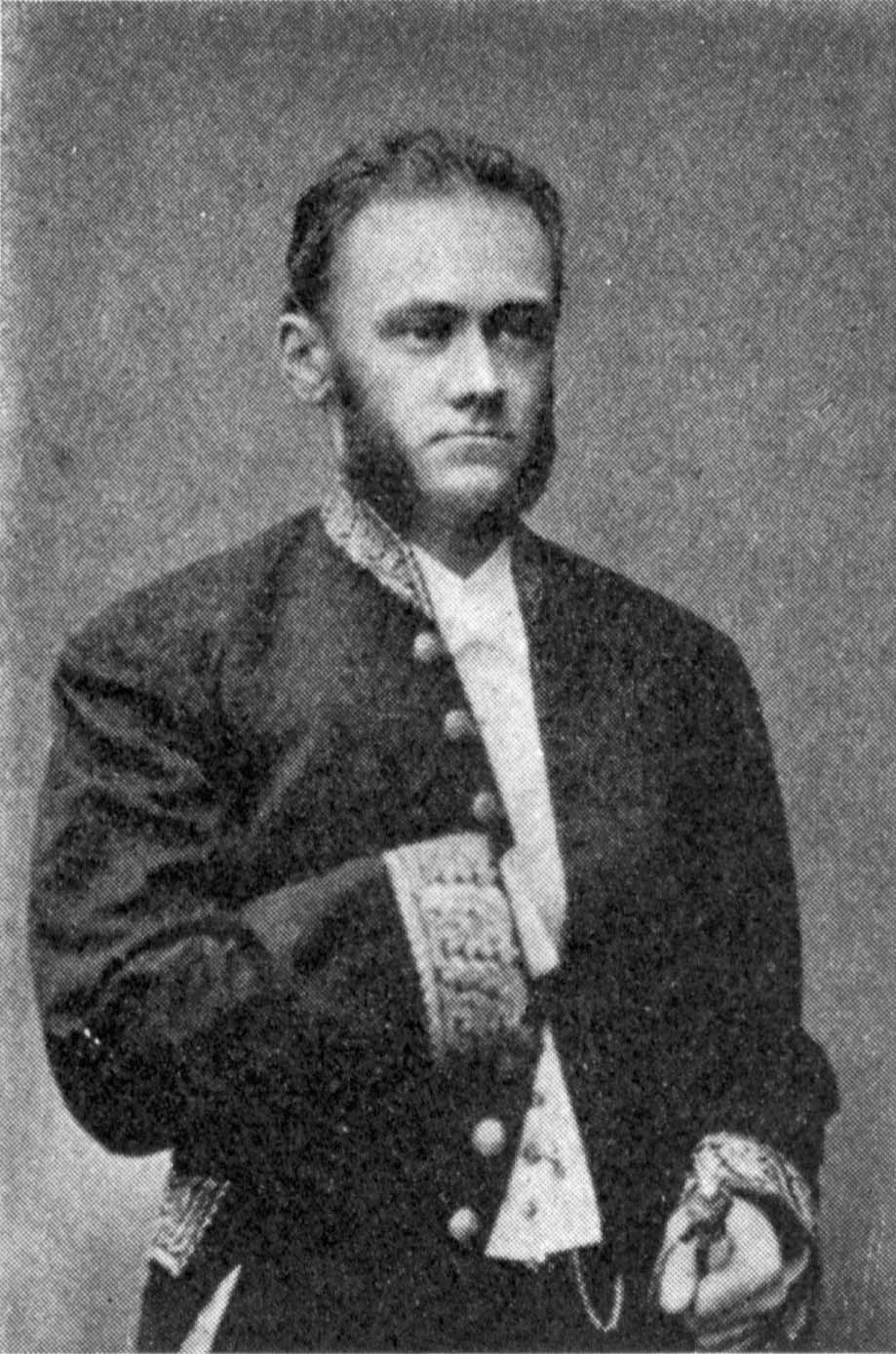
Carl Herman Tersmeden, kammarjunkare 1875–1917.

Kammarjunkare var en hovtitel med rang efter kammarherre och över hovjunkare samt med meriterande ceremoniella göromål vid hovet. Titeln utdelades också utan krav på tjänstgöring.
Ämbetet inrättades vid det svenska hovet år 1783 av kung Gustav III som tillsatte flera överstekammarjunkare och 24 kammarjunkare. Enligt den gamla rangordningen hade överstekammarjunkaren generallöjtnants rang. Kammarjunkare hade majors rang och var därmed sedan 1800-talets slut den lägsta graden av egentliga hovmän. Enligt Sveriges statskalender fanns år 1878 42 kammarjunkare. Under kung Gustav V tio kammarjunkare 1905 och sju 1950. Under kung Gustav VI Adolf fanns fem, mot slutet tre kammarjunkare. Både överstekammarjunkare och kammarjunkare avskaffades vid utgången av 1969.
Kammarjunkare motsvarades i Kungliga Hovjägeristaten av jaktjunkare.